# Throw It in the Bag
Throw It in the Bag – pierwszy singiel promujący album pt Loso’s Way, amerykańskiego rapera Fabolousa. Został wydany w maju 2009 roku. Gościnnie występuje The-Dream, który jest współproducentem singla.
Do utworu powstał teledysk. Reżyserem został Erik White. W klipie gości Claudia Jordan, która zagrała rolę złodziejki w sklepie dla dzieci.

## Lista utworów
- Throw It In The Bag (Original Version) / (Album Version - Explicit) – 3:51
- Throw It In The Bag (Remix Version) – 4:05

## Notowania
| Notowanie (2009)                     | Najwyższa pozycja |
| ------------------------------------ | ----------------- |
| U.S. Billboard Hot 100               | 14                |
| U.S. Billboard Hot R&B/Hip-Hop Songs | 4                 |
| U.S. Billboard Hot Rap Tracks        | 2                 |